# Mallinella albomaculata
Mallinella albomaculata là một loài nhện trong họ Zodariidae.
Loài này thuộc chi Mallinella. Mallinella albomaculata được Robert Bosmans & Hillyard miêu tả năm 1990.